# NBA Inside Drive
NBA Inside Drive est une série de jeux vidéo de basket-ball développée par High Voltage Software et éditée par Microsoft Games. Elle est apparue en 1999 et s'est achevée en 2003, après quatre épisodes. 
Les jeux reprennent la plupart des statistiques et des données de la NBA. Le premier épisode est sorti sur Windows et les trois autres sur Xbox. L'épisode 2004 est compatible avec les services online de la Xbox, le Xbox Live et le XSN (Xbox Live).

## Les épisodes
- NBA Inside Drive 2000 (1999)
PC Gamer : 76 %[1]
- NBA Inside Drive 2002 (2002)
GameSpot : 6,2/10[2]
- NBA Inside Drive 2003 (2002)
IGN : 8,2/10[3] - Jeux vidéo Magazine : 11/20[4]
- NBA Inside Drive 2004 (2003)
IGN : 8,4/10[5]